# Brocatel

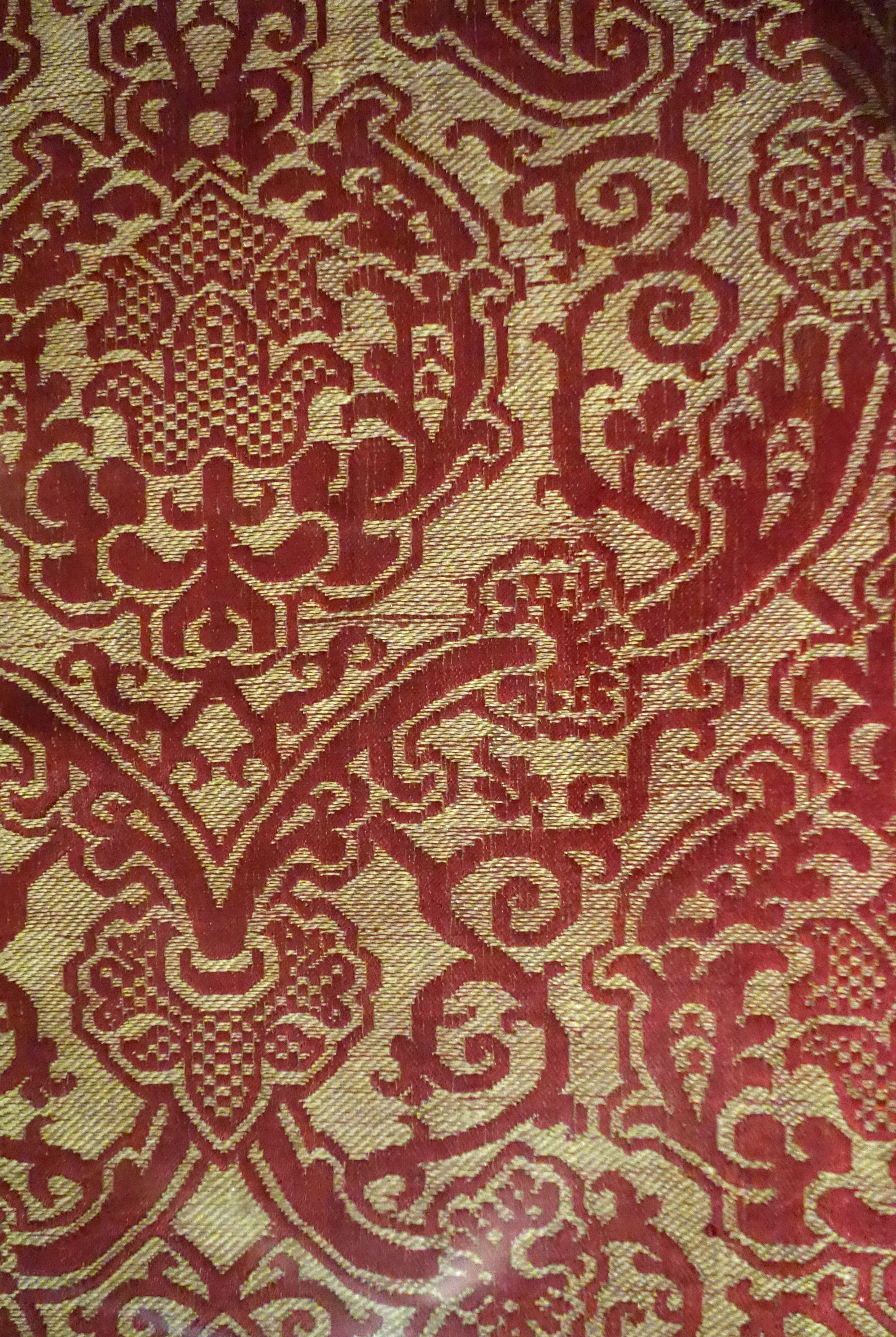
Brocatel renacentista del.

El brocatel es una gruesa tela mediana, recamada de flores o figuras salientes. Se tejen los brocateles como todas las demás telas recamadas. Desde la aparición del telar de Jacquard, el brocatel se fabrica en telar mecánico; la producción artesanal ha desaparecido. 
Antiguamente se hacía de algodón y de seda grosera pero hoy día con mucha frecuencia se hace solo de algodón. Sirve para tapices, cobertores, cortinas, etc.
El mejor brocatel procedía antes de Venecia, pero las fábricas milanesas y de Génova lo produjeron posteriormente en mayor cantidad, a más bajo precio y de todo color, en particular verde, amarillo, azul, y carmesí.

## Características
El brocatel es un tejido que ya existía en el siglo XVI. Se compone, como mínimo, de dos urdimbres y dos tramas. Se trabaja de manera que los motivos resalten de forma pronunciada, gracias a la urdimbre sobre un fondo en ligamento sarga.
Se parece al brocado en la sensación de bordado de realce —debido a la urdimbre superpuesta en raso—, pero se diferencia en los materiales; el brocatel se realiza con fibras más populares como el lino, el algodón o la seda salvaje.
El brocatel, a diferencia del damasco y del brocado, no es reversible; los hilos de la urdimbre, responsables del efecto en relieve del tejido, quedan sin enlazar por el envés.